# Encyclopaedia Judaica
L'Encyclopaedia Judaica és una enciclopèdia en llengua anglesa que comprèn 26 volums i que es dedica al poble jueu i a la seva fe, el judaisme. Cobreix diverses àrees de la cultura i civilització judaiques, inclosa la història i la cultura del poble d'Israel, en les seves diverses eres, tradicions, celebracions, llengües, escriptures i ensenyaments religiosos, així com les diverses matèries vinculades amb els jueus i al judaisme. L' edició de 1972 va generar comentaris tant positius com negatius.

## Història
Va ser publicada per primera vegada el 1971-72 en 16 volums per dos editorials al mateix moment. A Jerusalem per Keter Publishing House i a Nova York per Macmillan Company. La Judaica en anglès també es va publicar en CD-ROM, una versió que ha estat millorada amb 100.000 hipervincles i diverses altres funcions, com vídeos, presentacions de diapositives, mapes, música i les pronunciacions hebrees. Es va deixar de publicar, tot i que encara està disponible. L'enciclopèdia va ser escrita per especialistes en temes professionals israelians, americans i europeus.
El juliol de 2003, Thomson Gale va anunciar que havia adquirit els drets de publicar una segona edició de l'Enciclopèdia Judaica amb Macmillan Reference USA. El treball de 22 volums es va publicar publicar el gener de 2007.